# Efêndi
Efêndi ou effendi (em turco Efendi; em árabe: أفندي, transl. Afandī; em persa: آفندی) é um título de nobreza utilizado em diversos países do Oriente Médio, equivalente a senhor ou mestre.
É um título de respeito ou cortesia usado de maneira análoga ao Sir inglês na Turquia desde o período otomano; tradicionalmente segue-se ao nome pessoal, e costuma ser empregado com membros de profissões cultas e funcionários do governo que não tinham cargos elevados (como bei ou Paxá). Também pode indicar um cargo definido, como Hekim efendi, o principal médico a serviço de um sultão. A forma possessiva efendim, "meu mestre", é usada por criados e em situações formais.
Na era otomana, o título mais comum aposto a um nome próprio, depois de agha, era efendi. Tal título indicava um "cavalheiro educado", e, por consequência, alguém com formação numa escola pública secular (rüşdiye), ainda que muitos destes efendis tivessem estudado em escolas religiosas, e até mesmo fossem professores religiosos.
O termo em si é uma corruptela do grego aphthentes (por meio da forma intermediária afendis), que, na Antiguidade, teria indicado uma pessoa elegível legalmente ("autorizada") a representar a si próprio.